# علی بن ابی‌طالب از دید اهل سنت
مسلمانان اهل سنت علی را به عنوان یکی از اهل بیت محمد، از مراجع برجستهٔ قرآن، یکی از چهار خلیفه و یکی از عشره مبشره به‌شمار می‌آورند. اهل سنت علی را چهارمین و آخرین خلیفه می‌دانند، بر خلاف مسلمانان شیعه که علی را به دلیل رویداد غدیر خم به عنوان اولین امام پس از محمد می‌دانند.
اهل سنت معتقد است که علی یکی از اولین کسانی بود که به اسلام گروید و از نزدیکترین یاران محمد در آن زمان به همراه ابوبکر بود. وی همچنین در بسیاری از احادیث محمد از جمله حدیث مشهور «من شهر دانش هستم و علی درِ آن است» مورد احترام می‌باشد.
اهل سنت علی را بعنوان یکی از بزرگ‌ترین قهرمانان جنگ‌ها در اسلام می‌دانند. به عنوان مثال می‌توان به مبارزه با قهرمان قریش در نبرد خندق اشاره کرد که گفته می‌شود هیچ‌کس جز علی جرات آن را ندارد. یا در جنگ خیبر پس از چندین تلاش ناموفق برای فتح قلعه خیبر، علی احضار شد و گفته شده به‌طور معجزه‌آسایی قلعه را فتح کرد.

## شخصیت علی
ابن حجر عسقلانی، شافعی مذهب، در کتاب تقریب التذهیب می‌نویسد:
«علی پسر ابوطالب پسر عبدالمطلب پسر هاشم از قبیله بنی هاشم، پسر عموی پیامبر اسلام، همسر فاطمه دختر پیامبر اسلام، از سابقین اولین که به دین مبین اسلام مشرف شده‌اند، بنا به قول موثق و معتبر او اولین کسی است که اسلام آورده و یکی از ده یار بهشتی است. در ماه مبارک رمضان سال ۴۰ به شهادت نایل می‌شود. به اتفاق مسلمانان علی بن ابیطالب در هنگام ضربت بهترین زندگان بر کره زمین بوده‌اند و بنا بر قول معتبر ۶۳ سال عمر کرده‌اند».
در صحاح سته از علی حدیث روایت کرده‌اند.

## زندگانی
بنا بر صحیح‌ترین کتب اسلامی علی بن ابی‌طالب ده سال قبل بعثت به دنیا آمد. مادرش فاطمه بنت اسد او را حیدر نام نهاد که از جهت معنی همنام پدر خودش بود ولی ابوطالب نامش را تغییر داد و او را علی نامید. مجاهد بن جبر که از بزرگان تابعین است می‌گوید: 
یکی از نعمت‌های خداوند متعال بر علی بن ابی طالب کفالت و سرپرستی پیامبر بر وی بوده‌است زیرا قریش از جمله ابوطالب با بحران اقتصادی روبرو بوده‌اند. عبدالکریم خطیب می‌نویسد علی شش ساله بود که به خانه محمد که تاکنون به رسالت مبعوث نشده بود آمد و تا آنگاه که پیامبر از مکه به مدینه هجرت کرد، در خانه پیامبر بود، و خدا نه تنها او را از پرستش بت‌ها و از تعظیم در برابر شعائر شرک و طبایع جاهلیت حفظ فرمود؛ بلکه مسلماً در این خانه که مشیت رب العالمین بر این بوده که بیت نبوت باشد، از همان اوان کودکی تحت عنایت پیامبر اسلام پرورش یافت.

## اسلام آوردن
سیوطی، از علمای اهل سنت، به نقل از علی می‌نویسد که محمد «در روز دوشنبه به پیامبری مبعوث شد و من روز سه شنبه مسلمان شدم.»
ابن اسحاق و ابن هشام از دیگر علمای اهل سنت نوشته‌اند روزی محمد و همسرش خدیجه مشغول نماز و عبادت بودند که علی متوجه آنان می‌شود. محمد می‌گوید این نماز است و از تو می‌خواهم که تنها خدای یگانه را پرستش کنی. ابتدا قرار می‌شود علی که نوجوانی ده ساله بوده با پدرش مشورت کند. اما طولی نکشید که اسلام خود را آشکار کرد و گفت نیازی ندیدم که در این مورد با پدرم مشورت کنم. علی هیچ شک و تردیدی در محمد نداشت لذا دعوت وی را فوراً قبول کرد و ایمان آورد.

## هجرت
در منابع اسلامی آمده مشرکان از مهاجرت مسلمانان به مدینه احساس خطر کردند و تصمیم به قتل محمد گرفتند. جبرئیل به محمد خبر داد که در خانه اش نخوابد و علی جای محمد خوابید و کافران نزدیک صبح متوجه شدند علی جای محمد در بستر او خوابیده‌است. وی سه روز در مکه ماند و امانت‌های مردم نزد محمد را به آن‌ها برگرداند و سپس رهسپار مدینه شد و در قباء به محمد پیوست.

## عقد اخوت
محمدرضا مصری در کتاب الامام علی می‌نویسد: «به درستی که پیامبر اسلام بین مهاجرین و انصار عقد برادری بست، و در هر دو مرحله به علی گفت تو ای علی برادرم هستی هم در دنیا و هم در آخرت».

## ازدواج با فاطمه
گفته شده در سال دوم هجری در ماه ذیحجه محمد دخترش فاطمه را به ازدواج علی درآورد، و به فاطمه گفت: «عقد نکاح تو را با محبوبترین مرد اهل بیت خودم بستم». در منابع اهل سنت آمده که محمد در شب زفاف آن‌ها این گونه دعا کرده‌است: «خدایا خیر و برکت شامل آن دو بگردان، در زندگیشان برکت قراربده، در نسل و ذریه مبارک و مطهر ایشان نیز برکت قراربده».
فاطمه هنگام ازدواج بنا به روایت مشهور اهل سنت ۱۸ ساله بوده‌است. سید عبدالرحیم خطیب می‌نویسد: «ذریه و نسل محمد همین سادات و سیدات حسنی و حسینی همه از حسن و حسین پسران طیب فاطمه دختر محمد هستند، و این دو نفر سلاله طاهره علی بن ابیطالب می‌باشند، پس اصل و منشأ ذریه محمد علی بن ابیطالب همسر فاطمه است». همچنین آمده‌است که محمد در دعایی گفته‌است: خدا نسل همه انبیا را از پشت خود آنها قرار داده و نسل من از پشت این شخص علی است.
فرزندان علی با فاطمه عبارتند از: حسن، حسین، زینب، ام کلثوم. البته از غیر فاطمه برای علی فرزندانی است که ۱۲ پسر و ۱۶ دختر درمنابع اهل سنت نام برده‌اند.

### شجاعت و جوانمردی
در منابع اهل سنت آمده‌است که شجاعت و دلیری علی زبانزد عام و خاص بود، و در عین حال علی مردی شجاع و نیرومند بود، و به مسائل شرع آگاه بود. واژه ترس و هراس در قاموس زندگی او وجود نداشت. از هیچ پیشامدی هر چند خطرناک بود، دلهره نداشت و نمی‌ترسید. مردی روحانی، پارسا، زاهد، عارف و بصیر و با حکمت بود. در میدان نبرد، مرد جنگ و دلیر و اهل نبرد بود که کسی جرأت مبارزه با او نداشت. در فهم مسائل دینی و بینش شرعی هم تراز نداشت تا اینکه عمر بن خطاب گفت: «لولا علیّ لهلک عمر». شجاعت و قدرت بازو و قوت قلب آن قهرمان اسلام در موارد و مواطن متعددی تجلی کرده که همه آنها تاریخ را ضبط کرده‌است. به گفتهٔ عبدالرحیم خطیب علی در جنگ بدر در سال دوم هجری، جوان بیست و پنج ساله بود که در جنگ تن به تن بر رقیبش ولید بن عتبه، سلحشور ماهر قریش، پیروز گردید و با یک ضربت شمشیر ولید را به جهنم فرستاد. همچنین در سال پنجم هجری در جنگ احزاب (خندق) عمرو بن عبدود، پهلوان کم‌نظیر عرب، طلب مبارزه نمود، علی جوان کم سابقه رقیب او گردید و با پیش دستی عمرو را با یک ضربت شمشیر از پای درآورد؛ که همراهان عمرو از این عمل شجاعانه علی مبهوت و مرعوب شدند. ابن ابی شیبه عالم اهل سنت در کتاب مصنّف از لیث بن سعد از محمد باقر از جابر بن عبدالله انصاری نقل می‌کند: «علی در جنگ خیبر در قلعه را بلند کرد تا مسلمانان بالا رفتند و آن را فتح نمودند، این در چنان سنگین بوده که کمتر از چهل نفر نمی‌توانستند آن را بلند کنند»

### فضایل
روایات و اخبار در شأن و مقام علی در منابع اهل سنت به کرات آمده‌است. احمد بن حنبل گفته‌است: «آنچه از فضایل و اوصاف و مناقب برای اصحاب و یاران گرامی پیامبر وارد شده، همه آن صفات و فضایل در شخصیت علی جمع شده‌است.»
اهل سنت همچنین کتابهای فراوانی در فضایل علی نوشته‌اند که از جمله آنها می‌توان به موارد ذیل اشاره کرد:
کتاب «خصائص امیرالمؤمنین علی بن ابیطالب»، تألیف ابو عبدالرحمن حافظ نسائی.
کتاب «مناقب علی بن ابی طالب»، تألیف ابوالحسن علی بن محمد واسطی شافعی مشهور به «ابن المغازلی».
کتاب «الامام علی بن ابی طالب رابع الخلفا الراشیدین»، تألیف محمدرضا مصری.
کتاب «تاریخ الخلفا»، تألیف جلال الدین سیوطی شافعی.
کتاب «صهرین»، تألیف علامه سید عبدالرحیم خطیب.
در همه این کتاب‌ها روایات و احادیث فراوانی وجود دارد که دلالت صریح بر فضایل علی دارد.

### خلافت
اهل سنت دربارهٔ خلافت علی آورده‌اند که پس از خلافت عثمان به اتفاق خلافت و رهبری علی در شهر مدینه اعلام شد و مسلمانان اطراف دولت اسلامی نیز با او بیعت کردند به جز افراد اندکی که بیعتشان با وی مشروط بود. دوران خلافت علی دوران آشوب و فتنه‌های داخلی بود که نتیجه آن جنگ جمل و صفین و نهروان و پدیده خوارج بود که سرانجام علی پس از خلافت چهار سال و چند ماه به دست ابن ملجم مرادی، در ماه رمضان سال ۴۰ هجری کشته شد.